# 志度合戦
志度合戦（しどかっせん）は、平安時代末期の内乱、治承・寿永の乱の戦いの一つ。1185年3月24日（元暦2年/寿永4年2月21日）、源義経軍の攻撃により屋島から敗走した平氏軍が、讃岐国志度道場（現香川県さぬき市志度の志度寺）に立て籠もって義経軍の追撃を受けた戦い。

## 経過

### 志度の戦い
1185年3月22日（文治元年2月19日）の屋島の戦いで源義経の奇襲を受け、平氏は本陣であった屋島を捨てて海上に逃れ、讃岐国の志度寺に引き籠もった。『吾妻鏡』文治元年2月21日（1185年3月24日）条によると、義経は80騎の兵を率いて平氏を追撃し、志度に至った。平氏の家人であった田内左衛門尉は義経に帰順し、また河野通信は30艘の船を整えて加わった。義経は阿波国へ渡り、熊野別当湛増も源氏に味方するため渡海するとの噂が京まで届いた。
『平家物語』「志度合戦」によると、義経側が小勢であることに気づいた平家方1,000余人が渚に上がって攻め戦ったが、屋島に残っていた源氏勢200余騎が駆けつけてくると、大軍が続いてくると見た平家勢は再び船に戻り海上へ逃れていった。四国を追われ、陸は源氏方大手軍の源範頼に押さえられているため九州へ渡ることもできず、平家は海上に孤立し、瀬戸内海を転々としながら彦島へ退いていった。
志度で首実検をした義経は、郎党の伊勢義盛を呼んで、平家方の田内左衛門尉教能を連れてくるよう命じた。
義盛は軍勢をみな白装束にしてわずか16騎を率いて向かい、使者を立てて戦意がないことを伝え、教能と対面する。義盛は「一昨日勝浦で源氏勢によってあなたの叔父桜間の介良遠が討たれ、昨日は屋島の御所・内裏は焼き払われて大臣親子を生け捕りにし、平家の公達は討ち死に、わずかに残った軍勢は志度でみな討たれました。あなたの父阿波民部重能が捕虜となってこの義盛が預かっており、子のあなたが何も知らずに明日戦いをして討たれるであろうと夜通し嘆いておられ、あまりに気の毒でお知らせしようと出向いてまいりました。戦って討ち死にするのも、降伏して父に再会するのもあなた次第です。」と言葉巧みに欺き、教能は「すでに聞いていることに違いはない」として甲を脱いで弓の弦を外し、3,000余騎の兵とともに義経に帰伏したという。これが後に壇ノ浦の戦いで阿波民部重能が平家を裏切る伏線となっている。
同年3月25日（文治元年2月22日）に水軍を調達した梶原景時が140余艘の船をもって屋島へ到着した。大手軍である源範頼軍からの予定の行程と思われるが、『平家物語』ではその遅参を六日の菖蒲に喩えて嘲笑されたとしている。

### 壇ノ浦へ
『平家物語』や『吾妻鏡』（2月21日（旧暦）条）・『玉葉』（2月21日、27日（旧暦）条）によると、住吉大社の神主津守長盛が上洛し、1185年3月19日（文治元年2月16日）に宝殿から鏑矢が西をさして飛んでいったことが朝廷に報告され、義経の渡海成功はその神威の顕れであると書いている。これは義経の阿波渡海に同行していた渡辺党が住吉社の警固を務めていたことから、いち早く義経の渡海成功の情報を得た住吉社が、朝廷に渡海成功と絡めた神威掲示の報告をしたと見られる。
『平家物語』「鶏合壇浦合戦」では、熊野水軍率いる湛増が源平いずれに味方に着くか赤と白の鶏を使って鶏合せで占う様子が描かれている。湛増の源氏方への荷担はそれ以前のことだが、源平争乱当初から見られた熊野勢力の動向の複雑さから生まれた逸話と思われる。
1185年4月15日（文治元年3月14日）、鎌倉の頼朝から九州を押さえている大手軍の範頼宛に、平氏追討には慎重を期して三種の神器を無事に取り返すように書状が送られた。
同年4月22日（文治元年3月21日）、義経は壇ノ浦（下関市壇ノ浦町一帯）の平家を攻めるため出陣しようとしたが、大雨のため延期となる。そこに周防国の在庁官人で船所（船の事を司る国衙の役所）であった五郎正利が数十艘の船を献上し、義経は五郎を鎌倉の御家人にするという文書を与えた。
同年4月23日（文治元年3月22日）、数十艘の兵船を徴発した義経は壇ノ浦を目指して船出した。周防国で守備に当たっていた三浦義澄は義経の船出を聞いて大島の津（山口県周南市南部）で義経軍に合流し、すでに門司関を見ていることから義経より案内人として先登を命じられる。義経軍は軍船840余艘で平家の陣から30余町の所にある壇ノ浦奥津（下関市大字豊浦町の沖にある2島満珠島・干珠島）辺りに到着した。平家はこれを知って彦島を出発し、阿波成良、山鹿秀遠らの勢力を含む軍船500余艘を率いて赤間関を通過して翌24日夕刻頃、田之浦（福岡県北九州市門司区）に集結した（軍船の数は諸説有り）。
同年4月25日（文治3月24日）、治承・寿永の乱の最後の決戦である壇ノ浦の戦いを迎えることになる。